# SecuROM
SecuROM este un software DRM care are rolul de a împiedica copierea. A fost dezvoltat de Sony DADC. 
Cei care se opun acestui software, printre care și Electronic Frontier Foundation, consideră că aplicațiile DRM precum SecuROM încalcă drepturile de utilizare cinstită. SecuROM a generat controverse pentru că nu se dezinstalează automat odată cu dezinstalarea jocurilor. În 2008, un proces a fost intentat împotriva Electronic Arts pentru folosirea SecuROM-ului în jocul Spore. Oponenții, inclusiv Electronic Frontier Foundation, consideră că drepturile de utilizare loială sunt limitate de aplicații DRM, precum SecuROM.

## Legături externe
- SecuROM Arhivat în 5 ianuarie 2009, la Wayback Machine.
- Sony DADC